# 氟磺酸碘(I)
氟磺酸碘(I)是一种无机化合物，化学式为ISO
3F，其中碘为+1价。

## 合成
氟磺酸碘(I)可由过二硫酰氟和碘反应制得：
I
2 + S
2O
6F
2  →  2ISO
3F

## 化学性质
它和碘在85 °C反应，可以得到氟磺酸三碘：
I
2 + ISO
3F  →  I
3SO
3F
它在四氯化碳中溶解时，会生成一氯化碘、过二硫酰氟和光气：
2ISO
3F + CCl
4  →  2ICl + S
2O
6F
2 + COCl
2
该反应也能生成二氧化碳：
4ISO
3F + CCl
4  →  4 ICl + 2 S
2O
6F
2 + CO
2

## 物理性质
它可以形成黑色的晶体。